# 李邦直 (嘉靖進士)
李邦直（1496年—？年），字汝司，號東洲，廣東高州府茂名縣人，民籍。

## 生平
治《易經》，行二，由國子生中式己卯科（1519年）廣東鄉試第四十七名舉人，年二十八歲中式嘉靖二年（1523年）癸未科會試第九十名，第三甲第四十五名進士。初授徽州府绩溪县知县，调任金华府东阳县，擢工部都水司主事，改刑部山西司主事，历官礼部署员外郎、吏部考功司郎中，十四年七月升太仆寺少卿，十八年九月考察被黜为民。

## 家族
曾祖李唐。祖父李瑺。父李執中。母歐氏。慈侍下。兄邦柱、弟邦翰、邦光、邦基。